# Европско првенство у атлетици на отвореном 1934.
Прво Европско првенство у атлетици је одржано од 7 до 9. јуна 1934. на стадиону Бенито Мусолини у Торину у Италији. Такмичење је одржано само у мушкој конкуренцији, а прво првенство у женској конкуренцији одржано је у Бечу 1938.
На првенству у Торину на програму су биле 22 дисциплине.
Постављен је један светски рекорд. Поставио га је фински бацач копља Мати Јервинен резултатом 76,66 м. Резултати свих победника постали су и рекорди европских првенстава на отвореном, осим у трци на 800 метара где је рекорд постигнуту у предтакмичењу.

## Земље учеснице
Учествовало је 226 такмичара из 23 земље.
| 1. Аустрија (6) 2. Белгија (3) 3. Бугарска (2) 4. Грчка (2) 5. Данска (2) 6. Естонија (7) 7. Италија (39) 8. Југославија (4) 9. Летонија (6) 10. Литванија (3) 11. Луксембург (4) 12. Мађарска (17) | 1. Немачка (27) 2. Норвешка (4) 3. Пољска (5) 4. Португалија (1) 5. Румунија (1) 6. Финска (20) 7. Француска (18) 8. Холандија (8) 9. Чехословачка (13) 10. Швајцарска (11) 11. Шведска (18) |

Према незваничном бројању учествовала су 223 спортиста из 23 земље, тројица мање од званичног броја који је објављен.
Освајачи медаља на Европском првенству 1934. у Торину, заједно са постигнутим резултатима, приказани су у следећој табели.

## Резултати
| Дисциплина            |                                                                   | Резултат       |                                                           | Резултат  |                                                                        | Резултат  |
| 100 м детаљи          | Кристијан Бергер Холандија                                        | 10,6 РЕП       | Ерих Борхмајер Немачка                                    | 10,7      | Јожеф Шир Мађарска                                                     | 10,7      |
| 200 м детаљи          | Кристијан Бергер Холандија                                        | 21,5 РЕП       | Јожеф Шир Мађарска                                        | 21,5 РЕП  | Мартинус Осендарп Холандија                                            | 21,6      |
| 400 м детаљи          | Адолф Мецнер Немачка                                              | 47,9 РЕП       | Пјер Скавински Француска                                  | 48,0      | Бертил фон Вахенфелт Шведска                                           | 48,0 НР   |
| 800 м детаљи          | Миклош Сабо Мађарска                                              | 1:52,0 НР      | Марио Ланци Италија                                       | 1:52,0    | Волфганг Десекер Немачка                                               | 1:52,2    |
| 1.500 м детаљи        | Луиђи Бекали Италија                                              | 3:54,6 РЕП     | Миклош Сабо Мађарска                                      | 3:55,2    | Роже Норман Француска                                                  | 3:57,0    |
| 5.000 м детаљи        | Роже Рошар Француска                                              | 14:36,8 РЕП    | Јануш Кусоћињски Пољска                                   | 14:41,2   | Илмари Салминен Финска                                                 | 14:43,6   |
| 10.000 м детаљи       | Илмари Салминен Финска                                            | 31:02,6 РЕП    | Арво Аскола Финска                                        | 31:03,3   | Хенри Нилсен Данска                                                    | 31:27,4   |
| маратон детаљи        | Армас Тојвонен Финска                                             | 2:52:29,0 РЕП  | Торе Енохсон Шведска                                      | 2:54:35,6 | Аурелио Ђенгини Италија                                                | 2:55:03,4 |
| 110 м препоне детаљи  | Јожеф Ковач Мађарска                                              | 14,8 РЕП, НР   | Ервин Вегнер Немачка                                      | 14,9      | Холгер Албрехтсен Норвешка                                             | 15,0      |
| 400 м препоне детаљи  | Ханс Шеле Немачка                                                 | 53,2 РЕП       | Акилес Јервинен Финска                                    | 53,7      | Христос Мантикас Грчка                                                 | 54,9      |
| 4 x 100 м детаљи      | Немачка Егон Шајн Ервин Гилмајстер Герд Хорнбергер Ерих Борхмајер | 41,0 РЕП       | Мађарска Ласло Форгачс Јожеф Ковач Јожеф Шир Ђула Ђенеш   | 41,4      | Холандија Мартинус Осендарп Ћерд Бурсма Роберт Јансен Кристијан Бергер | 41,6      |
| 4 x 400 м детаљи      | Немачка Хелмут Хаман Ханс Шеле Хари Фојт Адолф Мецнер             | 3:14,1 РЕП, НР | Француска Робер Пол Серж Гијез Ремон Боасе Пјер Скавински | 3:15,6 НР | Шведска Свен Стромберг Пеле Пил Густав Ериксон Бертил фон Вахенфелт    | 3:16,6    |
| 50 км ходање детаљи   | Јанис Далињш Летонија                                             | 4:49:52,6 РЕП  | Артур Тел Шваб Швајцарска                                 | 4:53:08,0 | Еторе Риволта Италија                                                  | 4:54:05,4 |
| Скок увис детаљи      | Калеви Коткас Финска                                              | 2,00 РЕП       | Биргер Халворсен Норвешка                                 | 1,97 НР   | Вејко Пересало Финска                                                  | 1,97      |
| Скок мотком детаљи    | Густав Венгер Немачка                                             | 4,00 РЕП       | Бо Јунгберг Шведска                                       | 4,00 РЕП  | Јон Линдрот Финска                                                     | 3,90      |
| Скок удаљ детаљи      | Вилхелм Лајхум Немачка                                            | 7,45 РЕП       | Ото Берг Норвешка                                         | 7,31      | Луц Лонг Немачка                                                       | 7,25      |
| Троскок детаљи        | Вилхелм Петерс Холандија                                          | 14,89 РЕП      | Ерик Свенсон Шведска                                      | 14,83     | Они Рајасари Финска                                                    | 14,74     |
| Бацање кугле детаљи   | Арнолд Видинг Естонија                                            | 15,19 РЕП      | Ристо Кунтси Финска                                       | 15,19 РЕП | Франтишек Доуда Чехословачка                                           | 15,19     |
| Бацање диска детаљи   | Харалд Андерсон Шведска                                           | 50,38 РЕП      | Пол Винтер Француска                                      | 47,09     | Иштван Доноган Мађарска                                                | 45,91     |
| Бацање кладива детаљи | Виле Перхеле Финска                                               | 50,34 РЕП      | Фернандо Вандели Италија                                  | 48,69     | Гунар Јансон Шведска                                                   | 47,85     |
| Бацање копља детаљи   | Мати Јервинен Финска                                              | 76,66 СР, РЕП  | Мати Сипала Финска                                        | 69,97     | Густав Суле Естонија                                                   | 69,31     |
| Десетобој детаљи      | Ханс-Хајнрих Зиверт Немачка                                       | 6.858 РЕП      | Лејф Далгрен Шведска                                      | 6.666     | Јежи Плавчик Пољска                                                    | 6.399     |

## Биланс медаља
|     | Држава       |    |    |    |    |
| --- | ------------ | -- | -- | -- | -- |
| 1.  | Немачка      | 7  | 2  | 2  | 11 |
| 2.  | Финска       | 5  | 4  | 4  | 13 |
| 3.  | Холандија    | 3  | -  | 2  | 5  |
| 4.  | Мађарска     | 2  | 3  | 2  | 7  |
| 5.  | Шведска      | 1  | 4  | 3  | 8  |
| 6.  | Француска    | 1  | 3  | 1  | 5  |
| 7.  | Италија      | 1  | 2  | 2  | 5  |
| 8.  | Естонија     | 1  | -  | 1  | 2  |
| 9.  | Летонија     | 1  | -  | -  | 1  |
| 10. | Норвешка     | -  | 2  | 1  | 3  |
| 11. | Пољска       | -  | 1  | 1  | 2  |
| 12. | Швајцарска   | -  | 1  | -  | 1  |
| 13. | Чехословачка | -  | -  | 1  | 1  |
| 13. | Данска       | -  | -  | 1  | 1  |
| 13. | Грчка        | -  | -  | 1  | 1  |
|     | Укупно (15)  | 22 | 22 | 22 | 66 |

## Табела успешности на Европском превенству 1934.
Ово је преглед успешности земаља према броју осам првопласираних (финалиста) у свим дисциплинама. Бодови су додељивани овако. Прволасирани је добијао 8 бодова, други 7, а последњи осми 1 бод.
| Плас. | Земља        | 1. место | 2. место | 3. место | 4. место | 5. место | 6. место | 7. место | 8. место | Бр. укупно |
| ----- | ------------ | -------- | -------- | -------- | -------- | -------- | -------- | -------- | -------- | ---------- |
| 1.    | Немачка      | 7 - 56   | 2 - 14   | 2 - 12   | 2 - 10   | 3 - 12   | 3 - 9    | 0 - 0    | 2 - 2    | 21 - 115   |
| 2.    | Финска       | 5 - 35   | 4 - 28   | 4 - 24   | 1 - 5    | 2 - 8    | 2 - 6    | 0 - 0    | 0 - 0    | 18 - 106   |
| 3.    | Италија      | 1 - 8    | 2 - 14   | 2 - 12   | 4 - 20   | 3 - 12   | 9 - 27   | 4 - 8    | 2 - 1    | 27 - 103   |
| 4.    | Мађарска     | 2 - 16   | 3 - 21   | 2 - 12   | 4 - 20   | 2 - 8    | 3 - 9    | 0 - 0    | 1 - 1    | 17 - 87    |
| 5.    | Шведска      | 1 - 8    | 4 - 28   | 3 - 18   | 3 - 15   | 2 - 8    | 0 - 0    | 1 - 2    | 1 - 1    | 15 - 80    |
| 6.    | Француска    | 1 - 8    | 3 - 21   | 1 - 6    | 1 - 5    | 3 - 12   | 0 - 0    | 4 - 8    | 0 - 0    | 13 - 60    |
| 7.    | Холандија    | 3 - 24   | 0 - 0    | 2 - 12   | 1 - 5    | 1 - 4    | 0 - 0    | 0 - 0    | 0 - 0    | 7 - 45     |
| 8.    | Норвешка     | 0 - 0    | 2 - 14   | 1 - 6    | 2 - 10   | 0 - 0    | 0 - 0    | 0 - 0    | 0 - 0    | 5 - 30     |
| 9.    | Пољска       | 0 - 0    | 1 - 7    | 1- 6     | 1 - 5    | 1 - 4    | 1 - 3    | 1 - 2    | 0 - 0    | 6 - 27     |
| 10.   | Естонија     | 1 - 8    | 0 - 0    | 1 - 6    | 0 - 0    | 1 - 4    | 0 - 0    | 2 - 4    | 2 - 2    | 7 - 24     |
| 10.   | Швајцарска   | 0 - 0    | 1 - 7    | 0- 0     | 1 - 5    | 1 - 4    | 1 - 3    | 2 - 4    | 1 - 1    | 7 - 24     |
| 12.   | Летонија     | 1 - 8    | 0 - 0    | 0 - 0    | 2 - 10   | 0 - 0    | 0 - 0    | 0 - 0    | 0 - 0    | 3 - 18     |
| 13.   | Данска       | 0 - 0    | 0 - 0    | 1 - 6    | 0 - 0    | 0 - 0    | 0 - 0    | 1 - 2    | 1 - 1    | 3 - 9      |
| 14.   | Грчка        | 0 - 0    | 0 - 0    | 1 - 6    | 0 - 0    | 0 - 0    | 0 - 0    | 0 - 0    | 0 - 0    | 1 - 6      |
| =14.  | Чехословачка | 0 - 0    | 0 - 0    | 1 - 6    | 0 - 0    | 0 - 0    | 0 - 0    | 0 - 0    | 0 - 0    | 1 - 6      |
| 16.   | Аустрија     | 0 - 0    | 0 - 0    | 0 - 0    | 0 - 0    | 1 - 4    | 0 - 0    | 0 - 0    | 1 - 1    | 2 - 5      |
| 17.   | Литванија    | 0 - 0    | 0 - 0    | 0 - 0    | 0 - 0    | 0 - 0    | 0 - 0    | 1 - 2    | 0 - 0    | 1 - 2      |
| 18.   | Луксембург   | 0 - 0    | 0 - 0    | 0 - 0    | 0 - 0    | 0 - 0    | 0 - 0    | 0 - 0    | 1 - 1    | 0 - 1      |

## Рекорди
У току Европског првенства 1934. постигнут је: 1 светски рекорд, 1 европски рекорд, 34 рекорда европских првенства и 19 националних рекорда.

### Светски рекорди у атлетици на отвореном (1)
|            | Датум              | Дисциплина             | Нови рекорд           | Нови рекорд | Стари рекорд          | Стари рекорд | Стари рекорд           |
| ---------- | ------------------ | ---------------------- | --------------------- | ----------- | --------------------- | ------------ | ---------------------- |
| Атлетичари | Датум              | Дисциплина             | Резултат              | Атлетичари  | Резултат              | Датум        |                        |
| 1          | 7. септембар 1934. | Бацање копља, мушкарци | Мати Јервинен, Финска | 76,66       | Мати Јервинен, Финска | 76,10        | 15. јун 1933. Хелсинки |

### Европски рекорди у атлетици на отвореном (1)
|            | Датум              | Дисциплина             | Нови рекорд           | Нови рекорд | Стари рекорд          | Стари рекорд | Стари рекорд           |
| ---------- | ------------------ | ---------------------- | --------------------- | ----------- | --------------------- | ------------ | ---------------------- |
| Атлетичари | Датум              | Дисциплина             | Резултат              | Атлетичари  | Резултат              | Датум        |                        |
| 1          | 7. септембар 1934. | Бацање копља, мушкарци | Мати Јервинен, Финска | 76,66       | Мати Јервинен, Финска | 76,10        | 15. јун 1933. Хелсинки |

### Рекорди европских првенстава на отвореном (34)
|            | Датум              | Дисциплина               | Нови рекорд                                                               | Нови рекорд | Стари рекорд                                                                                  | Стари рекорд                 | Стари рекорд                 |
| ---------- | ------------------ | ------------------------ | ------------------------------------------------------------------------- | ----------- | --------------------------------------------------------------------------------------------- | ---------------------------- | ---------------------------- |
| Атлетичари | Датум              | Дисциплина               | Резултат                                                                  | Атлетичари  | Резултат                                                                                      | Датум                        |                              |
| 1.         | 7. септембар 2014. | 1.500 м, мушкарци        | Рене Жерар, Белгија                                                       | 4:01,2      | Ово је 1. Европско првенство                                                                  | Ово је 1. Европско првенство | Ово је 1. Европско првенство |
| 2.         | 7. септембар 2014. | 1.500 м, мушкарци        | Лиуђи Бекели, Италија                                                     | 3:54,6      | Рене Жерар, Белгија                                                                           | 4:01,2                       | 7. септембар 1934 полуфинале |
| 3.         | 7. септембар 2014. | 10.000 м, мушкарци       | Илмари Салминен, Финска                                                   | 31:02,6     | Ово је 1. Европско првенство                                                                  | Ово је 1. Европско првенство | Ово је 1. Европско првенство |
| 4.         | 7. септембар 2014. | скок мотком, мушкарци    | Густав Венгер, Немачка                                                    | 4,00        | Ово је 1. Европско првенство                                                                  | Ово је 1. Европско првенство | Ово је 1. Европско првенство |
| 5.         | 7. септембар 2014. | скок мотком, мушкарци    | Бо Јунгберг, Шведска                                                      | 4,00        | Ово је 1. Европско првенство                                                                  | Ово је 1. Европско првенство | Ово је 1. Европско првенство |
| 6.         | 7. септембар 2014. | 110 м препоне, мушкарци  | Ђани Калдана, Италија                                                     | 15,1        | Ово је 1. Европско првенство                                                                  | Ово је 1. Европско првенство | Ово је 1. Европско првенство |
| 7.         | 7. септембар 2014. | 110 м препоне, мушкарци  | Христос Мантикас, Грчка                                                   | 15,1        | Ово је 1. Европско првенство                                                                  | Ово је 1. Европско првенство | Ово је 1. Европско првенство |
| 8.         | 7. септембар 2014. | 110 м препоне, мушкарци  | Корадо Вале, Италија                                                      | 15,1        | Ово је 1. Европско првенство                                                                  | Ово је 1. Европско првенство | Ово је 1. Европско првенство |
| 9.         | 7. септембар 2014. | 110 м препоне, мушкарци  | Вилем Кан, Холандија                                                      | 15,1        | Ово је 1. Европско првенство                                                                  | Ово је 1. Европско првенство | Ово је 1. Европско првенство |
| 10.        | 7. септембар 2014. | 110 м препоне, мушкарци  | Јожеф Ковач, Мађарска                                                     | 14,8        | Ђани Калдана, Италија · Христос Мантикас, Грчка · Корадо Вале, Италија · Вилем Кан, Холандија | 15,1                         | 7. септембар полуфинале      |
| 11.        | 7. септембар 2014. | 100 м, мушкарци          | Кристијан Бергер, Холандија                                               | 10,06       | Ово је 1. Европско првенство                                                                  | Ово је 1. Европско првенство | Ово је 1. Европско првенство |
| 12.        | 7. септембар 2014. | 100 м, мушкарци          | Јожеф Шир, Мађарска                                                       | 10,06       | Ово је 1. Европско првенство                                                                  | Ово је 1. Европско првенство | Ово је 1. Европско првенство |
| 13.        | 7. септембар 2014. | 400 м, мушкарци          | Адолф Мецнер, Немачка                                                     | 48,3        | Ово је 1. Европско првенство                                                                  | Ово је 1. Европско првенство | Ово је 1. Европско првенство |
| 14.        | 7. септембар 2014. | скок увис, мушкарци      | Калеви Коткас, Финска                                                     | 2,00        | Ово је 1. Европско првенство                                                                  | Ово је 1. Европско првенство | Ово је 1. Европско првенство |
| 15.        | 7. септембар 2014. | бацање копља, мушкарци   | Мати Јервинен, Финска                                                     | 76,66       | Ово је 1. Европско првенство                                                                  | Ово је 1. Европско првенство | Ово је 1. Европско првенство |
| 16.        | 8. септембар 2014  | 200 м, мушкарци          | Кристијан Бергер, Холандија                                               | 21,06       | Ово је 1. Европско првенство                                                                  | Ово је 1. Европско првенство | Ово је 1. Европско првенство |
| 17.        | 8. септембар 2014  | 800 м, мушкарци          | Марио Ланци, Италија                                                      | 1:51,8      | Ово је 1. Европско првенство                                                                  | Ово је 1. Европско првенство | Ово је 1. Европско првенство |
| 18.        | 8. септембар 2014  | 50 км, мушкарци          | Јанис Далинш, Летонија                                                    | 4:49:52,6   | Ово је 1. Европско првенство                                                                  | Ово је 1. Европско првенство | Ово је 1. Европско првенство |
| 19.        | 8. септембар 2014  | скок удаљ, мушкарци      | Вилхелм Лајхум, Немачка                                                   | 7,45        | Ово је 1. Европско првенство                                                                  | Ово је 1. Европско првенство | Ово је 1. Европско првенство |
| 20.        | 8. септембар 2014  | бацање диска, мушкарци   | Харалд Андерсон, Шведска                                                  | 50,38       | Ово је 1. Европско првенство                                                                  | Ово је 1. Европско првенство | Ово је 1. Европско првенство |
| 21.        | 8. септембар 2014  | бацање кладива, мушкарци | Виле Перхеле, Финска                                                      | 50,34       | Ово је 1. Европско првенство                                                                  | Ово је 1. Европско првенство | Ово је 1. Европско првенство |
| 22.        | 8. септембар 2014  | 400 м, мушкарци          | Адолф Мецнер, Немачка                                                     | 47,9        | Адолф Мецнер, { Немачка                                                                       | 48,3                         | 7. септембар полуфинале      |
| 23.        | 8. септембар 2014  | 400 м препоне, мушкарци  | Ханс Шеле, , Немачка                                                      | 55,4        |                                                                                               |                              |                              |
| 24.        | 9. септембар 2014. | 200 м, мушкарци          | Кристијан Бергер, Холандија                                               | 21,05       | Кристијан Бергер, Холандија                                                                   | 21,06                        | 7. септембар полуфинале      |
| 25.        | 9. септембар 2014. | 200 м, мушкарци          | Јожеф Шир, Мађарска                                                       | 21,05       | Кристијан Бергер, Холандија                                                                   | 21,06                        | 7. септембар полуфинале      |
| 26.        | 9. септембар 2014. | 5.000 м, мушкарци        | Роже Рошар, Француска                                                     | 14:36,8     | Ово је 1. Европско првенство                                                                  | Ово је 1. Европско првенство | Ово је 1. Европско првенство |
| 27.        | 9. септембар 2014. | маратон, мушкарци        | Армас Тојвонен, Финска                                                    | 2:52:29,0   | Ово је 1. Европско првенство                                                                  | Ово је 1. Европско првенство | Ово је 1. Европско првенство |
| 28.        | 9. септембар 2014. | 4 х 100 м, мушкарци      | Егон Шајн · Ервин Гилмајстер · Герд Хорнбергер · Ерих Борхмајер · Немачка | 41,0        | Ово је 1. Европско првенство                                                                  | Ово је 1. Европско првенство | Ово је 1. Европско првенство |
| 29.        | 9. септембар 2014. | 4 х 400 м, мушкарци      | Хелмут Хаман Ханс Шеле Хари Фојт Адолф Мецнер Немачка                     | 53,2        | Ово је 1. Европско првенство                                                                  | Ово је 1. Европско првенство | Ово је 1. Европско првенство |
| 30.        | 9. септембар 2014. | троскок, мушкарци        | Вилем Петерс, Холандија                                                   | 14,89       | Ово је 1. Европско првенство                                                                  | Ово је 1. Европско првенство | Ово је 1. Европско првенство |
| 31.        | 9. септембар 2014. | Бацање кугле мушкарци    | Арнолд Видинг, Естонија                                                   | 15,19       | Ово је 1. Европско првенство                                                                  | Ово је 1. Европско првенство | Ово је 1. Европско првенство |
| 32. .      | 9. септембар 2014. | Бацање кугле мушкарци    | Ристо Кунтси, Финска                                                      | 15,19       | Ово је 1. Европско првенство                                                                  | Ово је 1. Европско првенство | Ово је 1. Европско првенство |
| 33.        | 9. септембар 2014. | сесетобој, мушкарци      | Ханс-Хајнрих Зиверт, Немачка                                              | 6.667       | Ово је 1. Европско првенство                                                                  | Ово је 1. Европско првенство | Ово је 1. Европско првенство |
| 34.        | 9. септембар 2014. | 400 м препоне, мушкарци  | Ханс Шеле, Немачка                                                        | 53,2        | Ханс Шеле, Немачка                                                                            | 55,4                         | 8. септембар полуфинале      |

### Национални рекорди (19)
|     | Датум              | Атлетичари                                       | Земља        | Старост             | Дисц.                   | Ниво | Плас. | Резултат   |
| --- | ------------------ | ------------------------------------------------ | ------------ | ------------------- | ----------------------- | ---- | ----- | ---------- |
| 1.  | 7. септембар 1934. | Evald Äärma                                      | Естонија     | 28. децембар 1911.  | скок мотком             | фин. | 7.    | 3,80       |
| 2.  | 7. септембар 1934. | Биргер Халворсен                                 | Норвешка     | 10. август 1913.    | скок увис               | фин. | 2.    | 1,97       |
| 3.  | 7. септембар 1934. | Мати Јервинен                                    | Финска       | 18. фебруар 1909.   | бацање копља, мушкарци  | фин. | 1.    | 76,66      |
| 4.  | 7. септембар 1934. | Вилем Кан                                        | Холандија    | 12. април 1912.     | 110 м препоне, мушкарци | пф.  | 2.    | 14,09      |
| 5.  | 7. септембар 1934. | Карел Кењицки                                    | Чехословачка | 30. март 1908.      | 100 м, мушкарци         | пф.  | 5.    | 49,1       |
| 6.  | 8. септембар 1934. | Бертил фон Вахенфелт                             | Шведска      | 4. март 1909.       | 400 м                   | фин. | 3.    | 48,0       |
| 7.  | 8. септембар 1934. | Еторе Тавернари                                  | Италија      | 19. јануар 1905.    | 400 м                   | фин. | 4.    | 48,8       |
| 8.  | 8. септембар 1934. | Јожеф Ковач                                      | Мађарска     | 12. април 1912.     | 110 м препоне, мушкарци | ф.   | 1.    | 14,08      |
| 9.  | 9. септембар 1934. | Миклош Сабо                                      | Мађарска     | 6. децембар 1908.   | 800 м                   | фин. | 3.    | 1:52,0     |
| 10. | 9. септембар 1934. | Казимјеж Кухарски                                | Пољска       | 3. фебруар 1909.    | 800 м                   | фин. | 6.    | 1:53,4     |
| 11. | 9. септембар 1934. | Пјер Емер                                        | Луксембург   | 6. април 1912.      | 800 м                   | фин. | 8.    | 1:55,8     |
| 12. | 9. септембар 1934. | Ханс Шеле                                        | Немачка      | 18. децембар 1908.  | 400 м препоне, мушкарци | фин. | 1.    | 1:53,2     |
| 13. | 9. септембар 1934. | Акилес Јервинен                                  | Финска       | 19. септембар 1905. | 400 м препоне, мушкарци | фин. | 2.    | 53,7       |
| 14. | 9. септембар 1934. | Христос Мантикас                                 | Грчка        | 1907.               | 400 м препоне, мушкарци | фин. | 3.    | 54,9       |
| 15. | 9. септембар 1934. | Ернст Лајтнер                                    | Аустрија     | 27. октобар 1912.   | 400 м препоне, мушкарци | фин. | 5.    | 55,2       |
| 16. | 9. септембар 1934. | Армин Гул                                        | Швајцарска   | 14. септембар 1907. | десетобој, мушкарци     | фин. | 5.    | 6.250 бод. |
| 17. | 9. септембар 1934. | Морис Буланже                                    | Белгија      | 13. април 1909.     | десетобој, мушкарци     | фин. | 9..   | 5.552 бод  |
| 18. | 9. септембар 1934. | Хелмут Хаман Ханс Шеле Хари Фојт Адолф Мецнер    | Немачка      |                     | 4 х 400 м, мушкарци     | фин. | 1.    | 3:14,1     |
| 19. | 9. септембар 1934. | Роберт Пол Серж Гијез Ремон Боасе Пјер Скавински | Француска    |                     | 4 х 400 м, мушкарци     | фин. | 2.    | 3:15,6     |

## Вишеструки освајачи медаља после 1. Европског првенствља на отвореном 1934.
У овој табели су сви они који су освојили најмање 2 медаље.
|     | Атлетичар            | Земља     |   |   |   |   |
| --- | -------------------- | --------- | - | - | - | - |
| 1.  | Кристијан Бергер     | Холандија | 2 | 0 | 1 | 3 |
| 2.  | Адолф Мецнер         | Немачка   | 2 | 0 | 0 | 2 |
| 2.  | Ханс Шеле            | Немачка   | 2 | 0 | 0 | 2 |
| 4.  | Миклош Сабо          | Мађарска  | 1 | 1 | 0 | 2 |
| 4.  | Јожеф Ковач          | Мађарска  | 1 | 1 | 0 | 2 |
| 4.  | Ерих Борхмајер       | Немачка   | 1 | 1 | 0 | 2 |
| 7.  | Јожеф Шир            | Мађарска  | 0 | 2 | 1 | 3 |
| 8.  | Илмари Салминен      | Финска    | 1 | 0 | 1 | 2 |
| 9.  | Пјер Скавински       | Француска | 0 | 2 | 0 | 2 |
| 10. | Мартинус Осендарп    | Холандија | 0 | 0 | 2 | 2 |
| 10. | Бертил фон Вахенфелт | Шведска   | 0 | 0 | 2 | 2 |

|                                          | Атлетичарка                              | Земља                                    |                                          |                                          |                                          |                                          |                                          |
| Жене нису учествовале на овом првенству. | Жене нису учествовале на овом првенству. | Жене нису учествовале на овом првенству. | Жене нису учествовале на овом првенству. | Жене нису учествовале на овом првенству. | Жене нису учествовале на овом првенству. | Жене нису учествовале на овом првенству. | Жене нису учествовале на овом првенству. |
| ---------------------------------------- | ---------------------------------------- | ---------------------------------------- | ---------------------------------------- | ---------------------------------------- | ---------------------------------------- | ---------------------------------------- | ---------------------------------------- |